# Cantó de Cassel
El cantó de Cassel (neerlandès Kanton Kassel) és una divisió administrativa francesa situat al departament del Nord a la regió dels Alts de França. Forma part del Westhoek (Flandes francès)

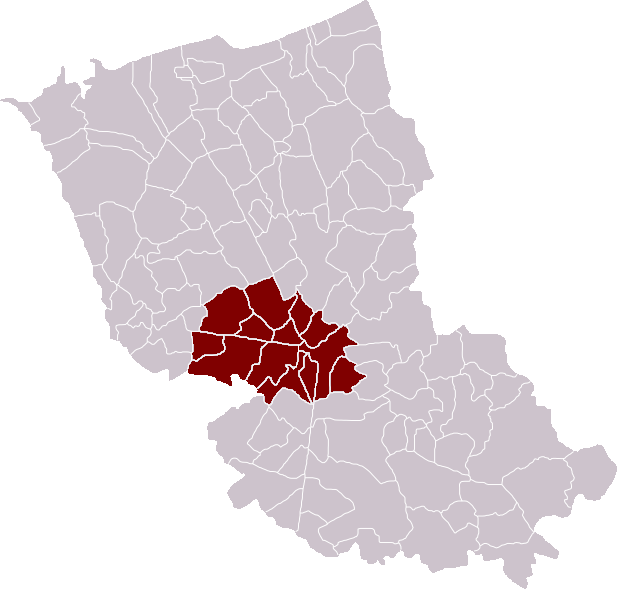
Situació del cantó

## Composició
El cantó aplega 13 comunes: 
| Nom francès         | Nom flamenc      | Població | Codi Postal | Codi INSEE |
| Arnèke              | Arneke           | 1.520    | 59285       | 59018      |
| Bavinchove          | Bavinkhove       | 955      | 59670       | 59054      |
| Buysscheure         | Buisscheure      | 502      | 59285       | 59119      |
| Cassel              | Kassel           | 2.290    | 59670       | 59135      |
| Hardifort           | Hardefoort       | 366      | 59670       | 59282      |
| Noordpeene          | Noordpene        | 674      | 59670       | 59436      |
| Ochtezeele          | Ochtezele        | 242      | 59670       | 59443      |
| Oxelaëre            | Okselare         | 362      | 59670       | 59454      |
| Rubrouck            | Rubroek          | 772      | 59285       | 59516      |
| Sainte-Marie-Cappel | Sint-Mariakappel | 688      | 59670       | 59536      |
| Wemaers-Cappel      | Wemaarskappel    | 230      | 59670       | 59655      |
| Zermezeele          | Zermezele        | 178      | 59670       | 59667      |
| Zuytpeene           | Zuidpene         | 469      | 59670       | 59669      |

## Demografia
| 1962 | 1968  | 1975  | 1982  | 1990  | 1999  | 2006  |
| ---- | ----- | ----- | ----- | ----- | ----- | ----- |
|      | 8.992 | 8.444 | 8.490 | 8.759 | 9.228 | 9.940 |

## Història
| Data d'elecció                           | Identitat    | Partit | Qualitat |
| ---------------------------------------- | ------------ | ------ | -------- |
| 2004-                                    | René Decodts |        |          |
| les dades anteriors no són pas conegudes |              |        |          |
|                                          |              |        |          |